# LD Lines

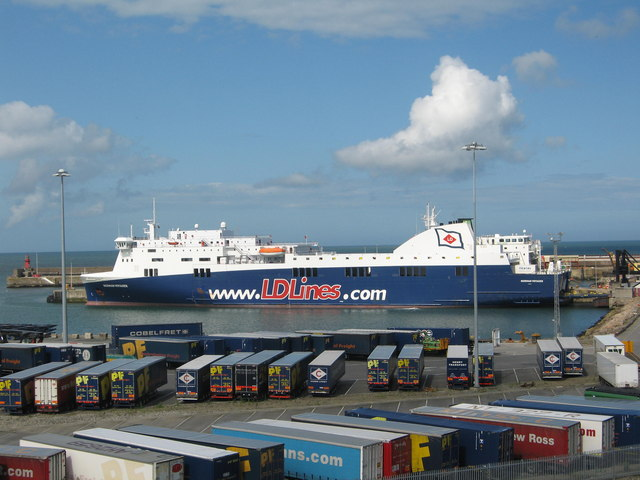
De Norman Voyager bij Rosslare

LD Lines was een Franse rederij, met zowel (roro) vracht- en passagiersveerboot-operaties. Het was een dochteronderneming van Louis Dreyfus Armateurs (LDA), die zich bezighoudt met het bouwen, bezitten, exploiteren en beheren van schepen. LD Lines exploiteerde veerbootroutes op het Kanaal, de Golf van Biskaje en de Middellandse Zee.
In 2013 werd een deel van LD Lines afgesplitst en samengevoegd met de Engelse Channel-activiteiten van DFDS Seaways om DFDS Seaways Frankrijk te vormen. In september 2014 werd de route Poole-Gijon / Santander gesloten en werd de Norman Asturias onmiddellijk opgelegd voor de kust van Saint-Nazaire. Medio september 2014 werd de route Saint-Nazaire-Gijon opgeschort en werden de Norman Asturias naar Algeciras-route overgebracht en de Norman Atlantic naar Messina gestuurd.

## Geschiedenis

### Le Havre – Portsmouth
De Engelse kanaal-activiteiten van LD Lines begonnen in oktober 2005 tussen Portsmouth, Engeland en Le Havre, Frankrijk. Deze service werd geïntroduceerd nadat P&O Ferries na vele jaren van dienst deze route had stopgezet.
Aanvankelijk was er één overtocht per dag in elke richting, waarbij de overtocht van Portsmouth naar Le Havre 's nachts plaatsvond. Er werd gebruik gemaakt van één vaartuig, de MS Norman Spirit, dat ironisch genoeg een voormalig P&O vaartuig was. P&O gebruikte deze tot mei 2005 op hun route Dover - Calais route. In 2008 werd de Norman Voyager op de route geïntroduceerd en werd gecharterd bij Celtic Link Ferries voor het verzekeren van de diensten tussen Cherbourg en Rosslare en Cherbourg en Portsmouth.
Op 13 juli 2007 werd gemeld dat LD Lines een nieuwe ro-pax-veerboot voor de route bij Singapore Technologies Engineering had besteld, met een optie voor een ander schip van hetzelfde type. Het schip, de Normal Leader, zou in staat zijn om 1215 passagiers te vervoeren en in 2010 in dienst treden op de route Le Havre-Portsmouth. Op 17 maart 2011 werd het contract voor de aankoop van het schip echter geannuleerd. Redenen voor de annulering waren de vertragingen en vragen over de capaciteit. De Norman Spirit hervatte hierop begin 2011 de route Portsmouth-Le Havre, maar werd in november 2011 gecharterd door DFDS Seaways om de capaciteit op de Dover-Duinkerken-route te vergroten na de ineenstorting van SeaFrance. De plaats van Norman Spirit werd ingenomen door de Norman Voyager.
De dienst Portsmouth-Le Havre werd in 2013 overgedragen aan DFDS Seaways Frankrijk, volledig op de markt gebracht als een DFDS Seaways-route. DFDS kondigde in september 2014 aan dat het de route zou stopzetten wegens verlieslatend, en de laatste overtocht vond plaats op 31 december 2014.

### Dieppe – Newhaven
LD Lines was een van de vijf bedrijven die werden uitgenodigd om deel te nemen aan een aanbesteding voor de exploitatie van Transmanche Ferries tussen Dieppe en Newhaven. P&O Stena Line exploiteerde deze route tot 1998, waarna Hoverspeed de route overnam tot 2004. Omdat de Franse regering niet wilde dat de route verloren zou gaan, zijn ze in april 2001 een nieuw gesubsidieerd bedrijf gestart met de naam Transmanche Ferries. Na vijf jaar succesvolle service en de komst van twee nieuwbouw schepen besloot de regering de lijn in een concessie aan te bieden. Het contract om de dienst te exploiteren werd op 21 december 2006 gegund aan LD Lines. Voor deze dienst zouden ze een jaarlijkse subsidie van maximaal € 14,6 miljoen ontvangen. LD Lines begon op 1 mei 2007 aan deze route. Naast drie retourovertochten tussen Dieppe en de haven van Newhaven, begon LD Lines een enkele retourovertocht per dag tussen Le Havre en Newhaven tijdens het hoogseizoen met behulp van de MS Seven Sisters. In augustus 2008 hadden ze echter aangekondigd dat deze dienst niet zou worden voortgezet. Momenteel er zijn twee afvaarten per dag per enkele reis (3 in het hoogseizoen) met de Cote d'Albatre en Seven Sisters.
De Dieppe-Newhaven-dienst werd in 2013 overgedragen aan DFDS Seaways Frankrijk en wordt nu volledig op de markt gebracht als een DFDS Seaways-route.

### Dover – Calais
LD Lines en DFDS Seaways kondigden op 7 februari 2012 aan dat ze een gezamenlijke dienst zouden lanceren tussen Dover en Calais, beginnend op 17 februari 2012, met behulp van de Norman Spirit. De twee bedrijven hadden eerder een gezamenlijk bod uitgebracht op de activa van SeaFrance maar dit werd afgewezen. DFDS charterde later de Barfleur van Brittany Ferries om het aantal afvaarten op de nieuwe route te vergroten, ze werd later vervangen door de Dieppe Seaways.
De Dover-Calais-service werd in 2013 overgedragen aan DFDS Seaways Frankrijk en wordt nu volledig op de markt gebracht als een DFDS Seaways-route. Norman Spirit is sindsdien omgedoopt tot Calais Seaways.

### Lot
In maart 2012 sloten DFDS en LDA een overeenkomst om een nieuw bedrijf te vormen dat veerbootroutes van DFDS en LD Lines in het Engelse Kanaal en één route tussen Frankrijk en Tunesië combineert. In 2013 werden LD Lines Portsmouth-Le Havre, Newhaven-Dieppe en een deel van de operatie Dover-Calais overgebracht naar het nieuwe bedrijf DFDS Seaways Frankrijk, samen met de DFDS Seaways Dover-Duinkerken-service. DFDS Seaways Frankrijk is voor 82% eigendom van DFDS en de resterende 18% is eigendom van Louis Dreyfus Armateurs. LD Lines Saint-Nazaire – Gijón (en later de diensten tussen het Verenigd Koninkrijk, Ierland en Biskaje) was niet inbegrepen in de transactie.
LDA verkocht hun resterende aandeel in de onderneming eind 2014 aan de onderneming en de onderneming werd volledig samengevoegd tot DFDS.

## Voormalige routes

### Toulon – Civitavecchia
In samenwerking met Grimaldi Lines lanceerde LD Lines in 2005 een veerdienst tussen Toulon en Civitavecchia. Het was de eerste veerdienst die door het Motorways of the Seas-project van de Europese Unie werd gesubsidieerd. De route werd enkele keren gewijzigd, met tussenstops in verschillende havens, en werd uitgevoerd door de Eurostar Valencia (later omgedoopt tot Sorrento). In maart 2009 werd de verbinding opgeheven.

### Saint-Nazaire – Gijón
LD Lines lanceerde op 2 september 2010 een dienst tussen Saint-Nazaire en Gijón met de Norman Bridge. Deze route ontving een subsidie van de Europese Unie als onderdeel van het project Motorways of the Sea. Dat was een succes en de Norman Bridge werd vervangen door de grotere Baltic Amber die werd omgedoopt tot Norman Asturias. Na de opening van de Poole-Santander-route werd de Norman Asturias vervangen door de Scintu, die sindsdien is omgedoopt tot Norman Atlantic.

### Poole – Santander
Op 3 november 2013 lanceerde LD Lines een dienst tussen Poole, Engeland en Santander, Spanje, met behulp van de Norman Asturas. Deze dienst werd vroeger uitgevoerd door Brittany Ferries. De route sloot op 7 september 2014.

### Poole – Gijón
Deze dienst begon op 4 januari 2014, met behulp van de Norman Asturias. De overtocht duurde 25 uur en de route sloot op 7 september 2014.

### Rosslare – Saint-Nazaire
Deze dienst begon in januari 2014, met behulp van de Norman Atlantic. De route is eind augustus 2014 gesloten.

### Ramsgate – Oostende
LD Lines begon deze route vanaf 18 maart 2010 uit te voeren in samenwerking met TransEuropa Ferries, met behulp van de Norman Spirit, die is omgedoopt tot Ostend Spirit. Ze verkochten ook ruimte op een TransEuropa Ferries-schip, de MV Larkspur. In maart 2011 beëindigde TransEuropa Ferries hun overeenkomst met LD Lines en werd de gecharterde Norman Spirit teruggestuurd naar LD Lines.

### Le Havre – Rosslare
In november 2008 opende LD Lines een wekelijkse passagiers- en vrachtdienst tussen Le Havre en Rosslare, Ierland. De Norman Voyager opereerde op de route die op vrijdag vanuit Le Havre vertrok en op zaterdag terugkeerde vanuit Rosslare. De overtocht duurde 20 uur. Een belangrijke klant van deze service was Citroën, die de route gebruikte om nieuwe auto's naar Ierland te transporteren. De route sloot toen Norman Voyager werd verhuurd aan Celtic Link.

### Dover – Dieppe
In februari 2009 begon het bedrijf tussen Dover en Dieppe. De dienst werkte dagelijks met een reistijd van ongeveer 4 uur en 15 minuten met de veerboot Cote d'Albatre. Dit was de eerste keer dat deze twee havens verbonden waren met een veerdienst. De Dover – Dieppe-service is op 29 juni 2009 gestopt vanwege een gebrek aan verkeer.

### Dover – Boulogne
LD Lines en de Chambre de commerce et d'industrie de Boulogne-sur-Mer kondigden op 4 juli 2008 aan dat LD Lines een dienst zou openen tussen Boulogne-sur-Mer en Dover vanaf 1 juli 2009. Oorspronkelijk was het de bedoeling dat het bedrijf aanvankelijk vier retourovertochten per dag tussen de twee havens zou uitvoeren met behulp van de Norman Spirit en met een tweede schip dat zich op een later tijdstip aan de route zou toegevoegd worden. In januari 2009 werd door LD Lines aangekondigd dat de route vervroegd zou beginnen en vanaf 12 februari 2009 zou beginnen, gebruikmakend van de Côte d'Albâtre, en dat de Norman Spirit derhalve op de route Portsmouth-Le Havre zou blijven.
Omdat de nieuwe veerbootterminal van Boulogne pas in juli 2009 gereed zou zijn, maakte de dienst aanvankelijk gebruik van de terminal die voorheen door SpeedFerries werd gebruikt. Voor deze dienst en de voormalige route Dover-Dieppe werd de Côte d'Albâtre gecharterd bij LD Lines van de Seine Maritime Council. De Côte d'Albâtre werd in juni 2009 vergezeld door de 112-meter lange hogesnelheidcatamaran Norman Arrow, die vier extra rondreizen op de route uitvoerde. Norman Arrow werd gebouwd door Incat en werd gecharterd door MGC Chartering uit Ierland. Ze was de grootste catamaran die op het Engelse kanaal opereerde. Norman Arrow werd op de route als niet succesvol beschouwd en werd in november 2009 vervangen door Norman Spirit. Ze bleef op de route totdat ze werd overgeschakeld naar een gezamenlijke dienst met TransEuropa Ferries. Norman Spirit werd vervangen door Norman Bridge en Norman Trader.
Op 16 augustus 2010 bevestigde LD Lines dat de Norman Bridge op 31 augustus 2010 van de Dover – Boulogne-route zou worden verwijderd en zou worden ingezet op de Saint-Nazaire-Gijon-route. De overige diensten (geëxploiteerd door de Norman Trader) stopten op 5 september 2010.